# Liste der Monuments historiques in Venanson
Die Liste der Monuments historiques in Venanson führt die Monuments historiques in der französischen Gemeinde Venanson auf.

## Liste der Bauwerke
| Bezeichnung          | Beschreibung              | Standort | Kennzeichnung | Schutzstatus | Datum | Bild           |
| -------------------- | ------------------------- | -------- | ------------- | ------------ | ----- | -------------- |
| Kapelle St-Sébastien | Erbaut im 15. Jahrhundert | (Lage)   | PA00080950    | Classé       | 2000  | weitere Bilder |

## Liste der Objekte
| Bezeichnung             | Beschreibung                                                           | Standort | Kennzeichnung | Schutzstatus | Datum | Bild           |
| ----------------------- | ---------------------------------------------------------------------- | -------- | ------------- | ------------ | ----- | -------------- |
| Prozessionskreuz        | Kupfer und Silber, vergoldet, 17. Jahrhundert; in der Kirche St-Michel | (Lage)   | PM06001207    | Classé       | 1908  |                |
| Altar                   | Stuck, polychrom gefasst, 1665; in der Kirche St-Michel 1              | (Lage)   | PM06001425    | Classé       | 1989  |                |
| Retabel des Hauptaltars | Holz, polchrom gefasst, vergoldet, 1645; in der Kirche St-Michel       | (Lage)   | PM06001426    | Classé       | 1989  |                |
| Prozessionskreuz        | 16. Jahrhundert; in der Kirche St-Michel                               | (Lage)   | PM06001206    | Classé       | 1908  |                |
| Wandmalereien           | von Jean Baleison, 15. Jahrhundert; in der Kapelle St-Sébastien        | (Lage)   | PM06001208    | Classé       | 1902  | weitere Bilder |